# オーバーハウザー効果
オーバーハウザー効果（オーバーハウザーこうか、英: Overhauser effect）とは、あるスピンの磁気共鳴の遷移を共鳴周波数の電磁波を照射したときに、そのスピンと磁気的に相互作用している別のスピンの磁気共鳴の強度が変化する現象である。発見の経緯から単にオーバーハウザー効果といった場合には、照射される共鳴線が電子スピン共鳴である場合を指し、照射される共鳴線が核磁気共鳴である場合には核オーバーハウザー効果（nuclear Overhauser effect、NOE）と呼ばれる。

## 歴史
1953年にアルバート・オーバーハウザーによる理論計算により、金属の伝導電子の電子スピン共鳴の遷移を飽和させると、金属の核磁気共鳴のシグナル強度が著しく増強されることが予測された。これは学会発表時には熱力学第二法則に反するのではないかと強い批判を受けた。しかし、実際には1953年にはすでに、T. R. Carverとチャールズ・ペンス・スリクターによりリチウムにおいて理論の予想通りの現象が起こることが実験的に確認されていた。また、1956年にはフッ化水素分子でいずれか一方の原子の核磁気共鳴の遷移を飽和させた場合に、もう一方の核の核磁気共鳴を観測するとその強度が変化することが確認され、核オーバーハウザー効果（NOE）の存在が知られるようになった。
NOEの理論的基礎は1962年にAndersonとFreemanによって述べられ、実験的に検証された。1963年にはKaiserによって、電子スピンから核スピンへではなく、スピン偏極がある核スピン集団から別の集団に移されるNMR実験においてNOEが実験的に観察された。しかし、NOEの理論的基礎と応用可能なソロモン方程式は1955年にイオネル・ソロモンによって既に発表されていた。その発見後すぐに、NOEは有機化合物の構造決定に応用された。

## 原理
磁気共鳴のシグナル強度は共鳴に関与する2つのエネルギー準位の占有数の差に比例する。オーバーハウザー効果による共鳴のシグナル強度の変化は、共鳴に関与する2つのエネルギー準位の占有数の差が熱平衡状態からずれることによって起こる。このずれは照射とそれに引き続いて起こる2つのスピンの相互作用による緩和によって発生する。
空間的に接近しているスピン角運動量1/2の2つの核A、Bからなるスピン系を考える。この系に静磁場をかけるとゼーマン効果によりエネルギー準位の分裂が起こる。磁気回転比が正の場合、スピンの磁気量子数が+1/2の核の方が-1/2の核よりもエネルギーが低くなるため占有数が増加して熱平衡状態に達する（磁気回転比が負ならば-1/2の準位がより安定になる）。
核Aと核Bの磁気量子数の符号によってゼーマン分裂によって生じた4つの準位をそれぞれ++、+-、-+、--と表すことにする。前の符号が核Aの磁気量子数の符号を、後の符号が核Bの磁気量子数の符号とする。それぞれの準位の占有率はボルツマン分布に従う。この熱平衡状態で核Bの共鳴の強さは、++と+-、-+と--の占有数差に対応するだけの強度となる。
ここで核Aのラーモア周波数と一致する周波数の電磁波を照射する。すると核Aの一部が++から-+、あるいは+-から--へと状態遷移を起こす。充分な照射を行なうと核Aの共鳴シグナルは飽和する。このとき、++と-+、+-と--の対ではそれぞれ占有数が一致している。しかし++と+-、-+と--の占有数差は照射前と変化しないため、核Bのシグナル強度はこの段階では熱平衡状態と変わらない。
核Aの照射により占有数が熱平衡状態からずれたため、緩和が起こる。緩和が核Aと核Bの間の双極子-双極子相互作用によって起こるとすると、そのハミルトニアンには2つの核のスピンを同時に反転させる項が含まれている。そのため緩和では電磁波による遷移と異なり複数のスピンが同時に反転するような遷移（交差緩和）も起こる。
緩和が核Aと核Bの間の双極子-双極子相互作用によって起こる場合、緩和による核Bの単位時間あたりの遷移確率Wは以下の式で表される。
-- ←→ ++（二量子遷移）
{\displaystyle W_{2}={\frac {{\gamma _{A}}^{2}{\gamma _{B}}^{2}{\bar {h}}^{2}}{r^{6}}}\cdot {\frac {3}{5}}\cdot {\frac {\tau }{1+(\omega _{A}+\omega _{B})^{2}\cdot \tau }}}
-- ←→ +-, +- ←→ ++（一量子遷移）
{\displaystyle W_{1}={\frac {{\gamma _{A}}^{2}{\gamma _{B}}^{2}{\bar {h}}^{2}}{r^{6}}}\cdot {\frac {3}{20}}\cdot {\frac {\tau }{1+\omega _{B}^{2}\cdot \tau }}}
-+ ←→ +-（ゼロ量子遷移）
{\displaystyle W_{0}={\frac {{\gamma _{A}}^{2}{\gamma _{B}}^{2}{\bar {h}}^{2}}{r^{6}}}\cdot {\frac {1}{10}}\cdot {\frac {\tau }{1+(\omega _{A}-\omega _{B})^{2}\cdot \tau }}}
ここでγはそれぞれの核の磁気回転比、hはディラック定数、rは核間距離、ωはそれぞれの核のラーモア角周波数、τは分子の回転の相関時間である。
分子運動が充分に速くてτが小さくωτ<<1ならば、分母の和の部分が1に近似でき、二量子遷移と一量子遷移とゼロ量子遷移の速度比は12:3:2となる。すなわち二量子遷移の速度が速いために、--から++への緩和が優勢である。逆に分子運動が遅くωτ>>1では、分母の和の部分の1が無視できる。2つの核の磁気回転比が正ならばゼロ量子遷移の速度が最も速く、-+から+-への緩和が優勢である。
最終的に電磁波の照射による核Aの遷移と緩和による占有率の再分配が平衡に達すると、++と+-、-+と--の占有数差はη倍となる。
{\displaystyle \eta ={\frac {\gamma _{A}}{\gamma _{B}}}\cdot {\frac {W_{2}-W_{0}}{W_{2}+2W_{1}+W_{0}}}}
ωτ<<1ではη = γA/2γBとなる。
2つの核の磁気回転比の符号が同じならば共鳴吸収の増強が、異なるならば吸収の減少あるいは逆に放出が観測される。ωτ<<1では最大で（W0が圧倒的に大きいとき）η = -γA/γBとなる。この場合は2つの核の磁気回転比の符号が異なるならば共鳴吸収の増強が、同じならば吸収の減少あるいは逆に放出が観測される。

## 応用
核オーバーハウザー効果は核磁気共鳴分光法において重要な効果である。まず第1に磁気回転比の大きい（=感度の高い）スピンを照射して磁気回転比の小さい（=感度の低い）スピンに核オーバーハウザー効果を生じさせることにより、感度の低いスピンのシグナルを増強することが可能となる。特にこの効果が利用されているのは有機化合物中の13Cを測定する場合である。有機化合物中の13Cの測定では、その有機化合物中の全1Hの共鳴を広帯域デカップリングパルスで照射して飽和させる。この結果、1Hが結合している13Cのシグナル強度は約3倍に増強される。
第2に核オーバーハウザー効果の存在により化学結合では近傍にないが、空間的には近傍にあるようなスピンの対を知ることができる。オーバーハウザー効果をもたらす緩和の遷移確率は核間距離の6乗に反比例するため、オーバーハウザー効果は2つの核が空間的に近傍にある場合にしか観測されない。これは有機化合物の立体配置の決定の重要な一手段となっている。例えばある1Hのシグナルを照射したときに、他の1Hのシグナルの強度が照射していないときに比べて増加した場合、これら2つの1Hは空間的に近い位置にあるものと推定される。また二次元NMRの一手法であるNOESYは核オーバーハウザー効果を示す2つの核（通常は1H）に対して交差ピークを与え、立体配置の決定に有効な手法となっている。

## NMR分光法
NOEは構造割り当てのためにNMR分光法において使われている。この応用では、NOEは化学結合を通してではなく空間を通して起こるという点においてスピン-スピン結合の応用とは異なっている。したがって、互いに近接近した原子はNOEを与えうるのに対して、スピン結合は2-3本の化学結合で原子がつなっがっている時にのみ観測される。観測されたNOEから得られる原子間距離は分子の3次元構造を確認するために役立つことが多い。2002年、クルト・ヴュートリッヒは溶液中の生体高分子の3次元構造を決定するために2次元NMR分光法を用いてNOEが利用できることを実証したことによりノーベル化学賞を授与された。
NOEを利用した2次元NMR実験法の一部の例としては、NOESY（nuclear Overhauser effect spectroscopy）、HOESY（heteronuclear Overhauser effect spectroscopy）、ROESY（Rotating frame nuclear Overhauser effect spectroscopy）、TRNOE（transferred nuclear Overhauser effect）、DPFGSE-NOE（double pulsed field gradient spin echo NOE）がある。NOESYは分子中の原子の相対的配向を決定でき、これによって3次元構造が得られる。HOESYは異なる元素の原子間のNOESY交差相関である。ROESYは磁化がゼロになるのを防ぐための磁化のスピンロックを含み、通常のNOESYが適用できない分子に適用される。TRNOEは、タンパク質へのリガンドの結合のように、同じ溶液中で相互作用する2つの異なる分子間のNOEを測定する。DPFGSE-NOE実験法は過渡的（transient）NMR実験法であり、強いシグナルを抑制することで、非常に小さなNOEを検出する。
NOESY実験におけるNOE量は原子間距離の測定に使うことができる。2つの原子{\displaystyle i}と{\displaystyle j}間の距離は測定されたNOE量{\displaystyle V}とスケーリング定数{\displaystyle c}に基づいて計算することができる。
{\displaystyle r_{\text{NOE}}=\left({\frac {c}{V_{ij}}}\right)^{1/6}}
{\displaystyle c}は既知の固定された距離の測定に基づいて決定することができる。距離の範囲はスペクトル上の既知の距離とNOE量に基づいて報告することができ、平均{\displaystyle c}と標準偏差{\displaystyle c_{SD}}、ピークを示さないNOESUスペクトル上の20箇所の測定、すなわちノイズ{\displaystyle V_{err}}、測定誤差{\displaystyle m_{v}}を与える。パラメータ{\displaystyle x}は全ての既知の距離が誤差境界内に入るように定められる。NOE量の下限は式
{\displaystyle r_{\text{NOE lower}}=\left({\frac {c-xc_{SD}}{{\frac {1}{m_{v}}}V_{ij}+V_{err}}}\right)^{1/6}}
で示され、上限は
{\displaystyle r_{\text{NOE higher}}=\left({\frac {c+xc_{SD}}{{\frac {1}{m_{v}}}V_{ij}-V_{err}}}\right)^{1/6}}
である。
こういった「固定距離」は研究する系に依存する。例えば、Locked核酸（架橋型人工核酸、Locked Nucleic Acids、略称LNA）は糖において距離に非常に小さな差がある多くの原子を持っており、グリコシド結合の二面角を見積ることができる。これによってNMRを使ってLNA分子動力学予測を基準に従って評価することが可能である。しかし、RNAは立体配座がはるかに柔軟な糖を持っており、より広い下限と上限を持つ見積りが必要である。